# Hendrik Arnoud Laan (1780-1863)
Hendrik Arnoud Laan (Utrecht, 20 januari 1780 – Baarn, 27 maart 1863) was een Nederlands belastinginspecteur en bestuurder.

## Familie
Hendrik Arnoud was de tweede zoon van zijn gelijknamige vader Hendrik Arnoud Laan en Maria Sibilla Meijer. Uit dit huwelijk zijn zeven kinderen geboren: zes zonen en één dochter. Dit gezin groeide op op het landgoed Steevlied, op de grens van Baarn en Eemnes. Hendriks jongere broer Christiaan Dirk was burgemeester van Eemnes.

## Belastingontvanger
Na zijn studie Rechten aan de Utrechtse Academie werd hij in 1805 ontvanger in het Tweede arrondissement te Utrecht en zes jaar later ontvanger particulier der directe belastingen in hetzelfde arrondissement. In 1813 werd hij inspecteur der indirecte belastingen in Amersfoort. In 1816 volgde een benoeming als provinciaal verificateur in den Bosch. Nadat hem in 1817 eervol ontslag was verleend keerde hij terug naar zijn buitenverblijf Steevlied.

## Staten van Utrecht
Van 6 juli 1819 tot 24 september 1850 was Laan lid van Provinciale Staten van Utrecht namens Baarn, landelijke stand. Deze periode werd in 1840 onderbroken toen hij dat jaar tussen 5 augustus en 5 september als buitengewoon lid van de Tweede Kamer over de Grondwetsherziening besliste. Tevens was hij in 1848 lid der Commissie tot verdeling van het Rijk in kiesdistricten. Aansluitend aan zijn vertegenwoordiging namens Baarn werd hij van 24 september 1850 tot 5 juli 1859 namens het kiesdistrict Amersfoort lid van Provinciale Staten van Utrecht.
Tussen 6 juli 1848 en 5 juli 1859 was hij lid van Gedeputeerde Staten van Utrecht.

## Andere functies
In 1838 werd hij in Baarn gemeenteraadslid en in 1844 assessor van die gemeente. Laan was in de Franse Tijd schout en gardemeester van de beide Eemnessen.
In 1848 werd Laan lid der Commissie van toezicht op de kerkelijke administratie in de provincie Utrecht. Als nevenfunctie was Hendrik Arnoud Laan ook commissaris van meerdere straatwegen.
Hendrik Arnoud Laan stierf in 1863 op 83-jarige leeftijd op huis Steevlied en werd begraven op de Oude algemene begraafplaats in Baarn; hij was de laatste van het geslacht Laan die het huis bewoonde waarna het voor afbaak werd verkocht.